# Conference Carolinas 2016 (pallavolo maschile)
La Conference Carolinas 2016 si è svolta dal 12 gennaio al 23 aprile 2016: al torneo hanno partecipato 10 squadre universitarie statunitensi e la vittoria finale è andata per la seconda volta allo Erskine.

## Regolamento
È prevista una stagione regolare che vede le dieci formazioni impegnate nella conference affrontarsi due volte tra loro, per un totale di ventidue incontri ciascuna; parallelamente vengono disputati anche degli incontri extra-conference contro formazioni appartenenti ad altre conference o non affiliate ad alcuna di esse, dando vita a due classifiche separate una relativa alla Conference Carolinas ed una totale.
- Le prime otto classificate nella classifica della Conference Carolinas accedono al torneo di conference, dove vengono accoppiate col metodo della serpentina e affrontano quarti di finale, semifinali e finale in gara secca;
- La squadra vincitrice del torneo di conference, in virtù della vittoria, ottiene automaticamente il diritto di partecipare alla Final 6 NCAA, mentre le formazioni uscite sconfitte possono essere ripescate sulla base della classifica totale, che assegna attraverso un bye gli ultimi due posti disponibili in Final 6.

## Squadre partecipanti
| Club                       | Città            | Impianto                              | Stagione precedente                                                        |
| -------------------------- | ---------------- | ------------------------------------- | -------------------------------------------------------------------------- |
| Barton Bulldogs            | Wilson           | Wilson Gymnasium Wilson               | 6ª in Conference Carolinas, quarti di finale                               |
| Belmont Abbey Crusaders    | Belmont          | Wheeler Center Belmont                | 6ª in Conference Carolinas, semifinali                                     |
| Emmanuel Lions             | Franklin Springs | Shaw Athletic Center Franklin Springs | 9ª in Conference Carolinas                                                 |
| Erskine Flying Fleet       | Due West         | Belk Arena Due West                   | 2ª in Conference Carolinas, finale                                         |
| King Tornado               | Bristol          | Student Center Complex Bristol        | 5ª in Conference Carolinas, quarti di finale                               |
| Lees-McRae Bobcats         | Banner Elk       | Williams Gymnasium Banner Elk         | 9ª in Conference Carolinas                                                 |
| Limestone Saints           | Gaffney          | Timken Center Gaffney                 | 3ª in Conference Carolinas, semifinali                                     |
| Mount Olive Trojans        | Mount Olive      | Kornegay Arena Mount Olive            | 3ª in Conference Carolinas, quarti di finale                               |
| North Greenville Crusaders | Tigerville       | Hayes Gymnasium Tigerville            | 8ª in Conference Carolinas, quarti di finale                               |
| Pfeiffer Falcons           | Misenheimer      | Merner Gym Misenheimer                | 1ª in Conference Carolinas, Vincitrice Quarti di finale in NCAA Division I |

## Campionato

### Regular season

#### Classifica
| Pos. | Squadra          | Conference | Conference | Conference | Conference | Overall | Overall | Overall | Overall |
| Pos. | Squadra          | Pt.        | G          | V          | P          | Pt.     | G       | V       | P       |
| ---- | ---------------- | ---------- | ---------- | ---------- | ---------- | ------- | ------- | ------- | ------- |
| 1.   | Erskine          | .833       | 18         | 15         | 3          | .750    | 28      | 21      | 7       |
| 1.   | Pfeiffer         | .833       | 18         | 15         | 3          | .667    | 24      | 16      | 8       |
| 3.   | Barton           | .778       | 18         | 14         | 4          | .759    | 29      | 22      | 7       |
| 4.   | Belmont Abbey    | .611       | 18         | 11         | 7          | .621    | 29      | 18      | 11      |
| 4.   | Mount Olive      | .611       | 18         | 11         | 7          | .500    | 24      | 12      | 12      |
| 6.   | North Greenville | .389       | 18         | 7          | 11         | .440    | 25      | 11      | 14      |
| 7.   | Emmanuel         | .333       | 18         | 6          | 12         | .458    | 24      | 11      | 13      |
| 7.   | Limestone        | .333       | 18         | 6          | 12         | .400    | 25      | 10      | 15      |
| 9.   | King             | .278       | 18         | 5          | 13         | .250    | 32      | 8       | 24      |
| 10.  | Lees-McRae       | .000       | 18         | 0          | 18         | .038    | 26      | 1       | 25      |

| Al torneo di conference |

### Torneo di Conference
|  | Quarti di finale | Quarti di finale | Quarti di finale |        |               | Semifinali | Semifinali | Semifinali |  |  | Finale | Finale  | Finale |
|  |                  |                  |                  |        |               |            |            |            |  |  |        |         |        |
|  | 1                | Erskine          | 3                |        |               |            |            |            |  |  |        |         |        |
|  | 8                | King             | 1                |        |               |            |            |            |  |  |        |         |        |
|  | 8                | King             | 1                |        | 1             | Erskine    | 3          |            |  |  |        |         |        |
|  |                  |                  |                  |        | 1             | Erskine    | 3          |            |  |  |        |         |        |
|  |                  | 4                | Belmont Abbey    | 1      |               |            |            |            |  |  |        |         |        |
|  | 4                | 4                | Belmont Abbey    | 1      | Belmont Abbey | 3          |            |            |  |  |        |         |        |
|  | 4                |                  |                  |        | Belmont Abbey | 3          |            |            |  |  |        |         |        |
|  | 5                | Mount Olive      | 1                |        |               |            |            |            |  |  |        |         |        |
|  |                  |                  |                  |        |               |            |            |            |  |  | 1      | Erskine | 3      |
|  |                  |                  | 3                | Barton | 0             |            |            |            |  |  |        |         |        |
|  | 2                | Pfeiffer         | 3                |        |               |            |            |            |  |  |        |         |        |
|  | 7                | Limestone        | 0                |        |               |            |            |            |  |  |        |         |        |
|  | 7                | Limestone        | 0                |        | 2             | Pfeiffer   | 1          |            |  |  |        |         |        |
|  |                  |                  |                  |        | 2             | Pfeiffer   | 1          |            |  |  |        |         |        |
|  |                  | 3                | Barton           | 3      |               |            |            |            |  |  |        |         |        |
|  | 3                | 3                | Barton           | 3      | Barton        | 3          |            |            |  |  |        |         |        |
|  | 3                |                  |                  |        | Barton        | 3          |            |            |  |  |        |         |        |
|  | 6                | North Greenville | 2                |        |               |            |            |            |  |  |        |         |        |

## Premi individuali
| Premio                               | Giocatrice         | Squadra          |
| ------------------------------------ | ------------------ | ---------------- |
| MVP                                  | Michael Schneck    | Erskine          |
| All-Tournament Team                  | Mike Michelau      | Erskine          |
| All-Tournament Team                  | Roberto Pérez      | Erskine          |
| All-Tournament Team                  | Aleksa Brković     | Barton           |
| All-Tournament Team                  | Federico Pagliara  | Barton           |
| All-Tournament Team                  | Jonathan Martínez  | Pfeiffer         |
| All-Tournament Team                  | Nolan Albrecht     | Belmont Abbey    |
| Player of the Year                   | Mike Michelau      | Erskine          |
| Defensive player of the Year         | Michael Schneck    | Erskine          |
| Freshman of the Year                 | Vasilīs Mandīlarīs | Barton           |
| Coach of the Year                    | Jeff Lennox        | Barton           |
| All-Conference Carolinas First Team  | Harrison Lutz      | Pfeiffer         |
| All-Conference Carolinas First Team  | Michael Schneck    | Erskine          |
| All-Conference Carolinas First Team  | Mike Michelau      | Erskine          |
| All-Conference Carolinas First Team  | Nolan Albrecht     | Belmont Abbey    |
| All-Conference Carolinas First Team  | Jonathan Martínez  | Pfeiffer         |
| All-Conference Carolinas First Team  | Pierre Tang-Taye   | Barton           |
| All-Conference Carolinas First Team  | Peyton Schirman    | Mount Olive      |
| All-Conference Carolinas Second Team | Federico Pagliara  | Barton           |
| All-Conference Carolinas Second Team | Dustin King        | North Greenville |
| All-Conference Carolinas Second Team | Fabio Diniz        | Pfeiffer         |
| All-Conference Carolinas Second Team | Roberto Pérez      | Erskine          |
| All-Conference Carolinas Second Team | Bruno Kretzschmar  | Limestone        |
| All-Conference Carolinas Second Team | Jeff Sprayberry    | King             |
| All-Conference Carolinas Second Team | Sonny Hirini       | Pfeiffer         |
| All-Conference Carolinas Third Team  | David Grandy       | Erskine          |
| All-Conference Carolinas Third Team  | Kekaulike Alameda  | Barton           |
| All-Conference Carolinas Third Team  | Mike Mann          | Mount Olive      |
| All-Conference Carolinas Third Team  | Evan Blair         | Pfeiffer         |
| All-Conference Carolinas Third Team  | Luuga Vailu'u      | North Greenville |
| All-Conference Carolinas Third Team  | Jon Childes        | North Greenville |
| All-Conference Carolinas Third Team  | Vasilīs Mandīlarīs | Barton           |

## Verdetti
| Squadra | Qualificazione  |
| ------- | --------------- |
| Erskine | NCAA Division I |